# Les Affiches à Trouville
Les Affiches à Trouville est un tableau réalisé par le peintre français Raoul Dufy en 1906. Cette huile sur toile fauve représente des passants allant et venant sous des panneaux d'affichage à Trouville-sur-Mer, dans le Calvados. Achetée en 1956, elle est conservée au musée national d'Art moderne, à Paris.
Le sujet est peint la même année par Albert Marquet, qui visite alors avec Raoul Dufy la Normandie.